# Nemacheilus longicaudus
Nemacheilus longicaudus är en fiskart som först beskrevs av Kessler 1872.  Nemacheilus longicaudus ingår i släktet Nemacheilus och familjen grönlingsfiskar. Inga underarter finns listade i Catalogue of Life.